# علي السبع
علي السبع (4 مايو 1951 -)، ممثل سعودي.

## عن حياته
ظهرت موهبته في التمثيل حينما كان طالبًا في الصفوف الابتدائية وقد كان شغوفًا بكل ما يتصل بفن التمثيل المسرحي فقرأ قصص نجيب الريحاني وجورج أبيض وعلي الكسار وكان يشارك في الأنشطة الثقافية المدرسية والأنشطة الكشفية التي أعطته حظوة لدى المدرسين كما شارك في الكثير من المسرحيات وراح يقتني الكتب التي تناقش الدراما.
التحق بالتلفزيون السعودي كهاوٍ في عام 1974م واشترك في مسلسل جحا وهو من إخراج المخرج المصري نبيل عامر ثم بعد ذلك ترشّح ليعمل مع نفس المخرج في مسلسل فارس من الجنوب بطولة الفنانين السوريين منى واصف ومها الصالح وأميمة الطاهر وأسعد فضه وعدنان بركات على جانب نخبة أخبة أخرى من نجوم السعودية وكان دوره في المسلسل شيخ قبيلة وقد لاقى هذا الدور استحسان المتابعين
وبالتزامن مع هذا المسلسل تم افتتاح جمعية الثقافة والفنون فرع الدمام وقد كان يرأسها الفنان ناصر المبارك الذي كان له دور بارز في تشجيع أبناء المنطقة للالتحاق بدورات تعليمية في فن التمثيل على أيدي متخصصين في المسرح. كانت الجمعية قد تعاقدت معهم فبادر للانضمام لإحدى هذه الدورات وبعد أن أتمها بنجاح من أول شهادة في فن التمثيل صادرة عن جمعية الثقافة والفنون عام 1980م.
وفي عام 1980م وبعد التخرج تعرف على الملحن المشهور صالح الشهري وكان معجباً بأدائه في بعض الأعمال التي شاهدها، ورشحه لغناء مونولوج من ألحانه وتأليف الشاعر الغنائي على المصطفى بعنوان «بعدك صغيرون» بمناسبة أسبوع المرور ثم بعد ذلك غنى مللوج «صفر الحكم» أغنية للمنتخب السعودي في كرة القدم كلمات وألحان الفنانين المصريين محمد ريحان وأحمد اسحاق.
وأيضًا شارك في عدة مسرحيات في جامعة البترول والمعادن التي تسمى الآن جامعة الملك فهد للبترول والمعادن من خلال المسرح الجامعي ومثل الجامعة في عدة مهرجانات داخل السعودية.

## أعماله

### المسرحيات
- تلميذ رغم أنفه إخراج الفنان المصري محمد ريحان لإنتاج جمعية الثقافة والفنون.
- عنبر أخو بلال رشح لها من قبل الجمعية العربية السعودية للثقافة والفنون فرع الدمام في 30 يناير 1990م تأليف محمد الجزاف وإخراج عادل عفيفي بطولة علي السبع سعد الجزاف وسميرة عابد وكان أول عمل مسرحية بحريني سعودي مشترك.
- الكرة المضيئة تأليف الفنانة الكويتية أسمهان توفيق إخراج عبد الخالق الغانم عرض في عاصمة المملكة العربية السعودية الرياض ضمن فعاليات مهرجان الجنادرية.
- المليونير (مسرحية) تأليف محمد ألفيضي إخراج إبراهيم جبر عرضة المسرحية في المنطقة الجنوبية من المملكة منطقة الباحة بغرض تنشيط السياحة في المملكة.
- فهيم ودع بول تأليف وإخراج إبراهيم جبر عرضة المسرحية في الدمام بالمدينة الترفيهية الكبيرة.
- العيار إنتاج المركز الرأسي الرياض الجمعية العربية السعودية الثقافة والفنون التي شاركت فيه السعودية في مهرجان القاهرة للمسرح التجريبي.
- غابة الأصدقاء إنتاج الهابى لأند الكير الذمام شارك فيه الفنان المصري نصر حماد ومجموعة من الممثلين.
- 1980: بيت من ليف. إخراج الفنان ناصر المبارك.
- 1985: زواج بالجملة. إخراج الفنان السعودي عبد الناصر الزاير، وشارك فيها نخبة من فناني المنطقة إنتاج جمعية الثقافة والفنون بالدمام.
- 1987: كماشة. رشح من قبل الجمعية وبناء على طلب المخرج المسرحي الكويتي عبد العزيز الحداد للمشاركة فيها وهي من إنتاج المسرح الشعبي بدولة الكويت في 24 فبراير 1987م وكان المشاركين في المسرحية النجم الكويتي إبراهيم الصلال وأحمد الصالح والفنانة مريم الغضبان ومن السعودية عبد المحسن النمر وإبراهيم الحربي.
- 1988: الزلزال.
- 1990: هدام الديرة. تأليف عبد الخالق الغانم، وإخراج عبد الناصر الزاير. شارك في المسرحية من الكويت الفنان عبد الرحمن العقل ومجموعة من فناني المنطقة.
- 1994: سعدية ورايا ورايا. ورشح من قبل الفنان سمير غانم للعب دوره في هذه المسرحية الكوميدية وهي من تأليف عزت آدم إخراج عبد الغني زكي شارك في تمثيل المسرحية سمير غانم وفاء مكي علي السبع ليلى فهمي محمود الحفناوي عرضة المسرحية في البحرين على مسرح النادي الأهلي بمناسبة عيد الفطر المبارك في عام1414هـ.
- الزلزال مسرحة من تأليف محسن الجلاد وإخراج فهمي الخولي وبطولة محمد رضا، ممدوح واي، هالة فاخر، علي السبع، هند عاكف، عرضت المسرحية في جمهورية مصر العربية.
- 2010: (شوشرة) ضمن مهرجان الوفاء بسيهات بمشاركة الفنان سعيد قريش وحسين هويدي ومجموعة من الشباب.[4]
- 2011: عيلة فلة.
- 2019: أشباح هونولولو.[5]

### المسلسلات
- وارتوى النخيل. إخراج المخرج السعودي مبارك الهميم.
- شاطئ الأمل. إخراج المصري نبيل عامر.
- العائلة إخراج السوري حسين بلابل غزوان برزان.
- أيام لا تنسى. إخراج المخرج الأردني مازن الكايد.
- القوة إخراج المخرج طارق النهري.
- الساكنات في قلوبنا إخراج مازن بلص إنتاج الصدف
- 1979: فارس من الجنوب بطولة الفنانين السوريين منى واصف ومها الصالح وأميمة الطاهر وأسعد فضه وعدنان بركات. إخراج المصري نبيل عامر.
- 1979: جحا. إخراج المصري نبيل عامر.
- 1979: أبو مسامح أيام زمان. إخراج نبيل عامر.
- 1981: وجه بن فهره إخراج المصري نبيل عامر.
- 1981: الشاطر حسن إخراج المخرج المصري نبيل عامر.
- 1988: عائلة أبو كلش. إخراج المصري رضوان عبد الله.
- 1990: عندما ينقشع الضباب.
- 1990: خزنة. إخراج المصري رضوان عبد الله.
- 1991: صراع الأجيال. تأليف ماجد العبيد، وإخراج المصري خليل شوقي.
- 1992: وداعاً صديقي (سهرة تلفزيونية) إخراج السعودي زكي القاسم.
- 1993: رحلة صيد.
- 1993: بعض الناس.
- 1993: الدوائر. إخراج المصري جمال قاسم.
- 1993: الأزواج الطيبين. إخراج فايز حجاب، وتأليف فيصل نداء.
- 1994: مع الصابرين (سهرة تلفزيونية).
- 1994: زمن الأقوياء. إخراج فيصل عبود، وتأليف فيصل نداء.
- 1994: أهل الديرة. إخراج السعودي زكي القاسم.
- 1995: حامض حلو. إخراج المصري رضوان عبد الله.[6]
- 1995: أمثال ولكن.
- 1995: البصيرة.
- 1996: خلك معي ج (3) إخراج تيسير عبود.
- 1997: مشعل وسلمان. إخراج السعودي مجدي القاضي.
- 1997: سر القرية. إخراج الأردني محمد العوالي.
- 1997: الوهم. إخراج تيسير عبود.
- 1997: القرار.
- 1998: حكاية وعبرة. إخراج الأردني مازن الكايد.
- 1998: أم العروسة.
- 1998: السراب.
- 1999: أين الطريق. إخراج المخرج السوري نجدة أنزور.
- 1999: الديرة.
- 2000: شكراً يا. إخراج تيسير عبود.
- 2000: خلك معي ج (5). إخراج المخرج العراقي حسن حسني.
- 2000: تحت الصفر. إخراج المخرج المصري يوسف حمودة.[7]
- 2000: بعضنا كذا.[8]
- 2001: إلى جدي مع التحية. إخراج غافل فاضل.
- 2001: الزمن والناس.[9]
- 2001: بحيرة الضفادع. إخراج الأردني مازن الكايد.
- 2002: ذنبه على جنبه.
- 2002: خلف خلاف 2.
- 2002: أنا حر.
- 2002: السرايات 2 (العضب). إخراج أحمد البيلي تاليف أحمد جوهر.
- 2002: أبو رش رش.
- 2003: دموع الرجال، تأليف شاكر المعتوق، إخراج غافل فاضل.
- 2003: المال والعيال.
- 2004: مثلك عارف.
- 2004: مال وأحلام.
- 2004: للحياة وجه آخر. إخراج غافل فاضل.
- 2004: غصات الحنين. تأليف شاكر المعتوق، إخرج عبد العزيز المنصور.[10]
- 2004: عمارة الأسرار. إخرج محمد النقلي.
- 2004: سرى الليل. إخراج نجف علي، إنتاج تلفزيون الكويت بطولة هيفاء عادل.
- 2004: الزعرور.[11]
- 2004: الأخطبوط إخراج أحمد البيلي، وتأليف أحمد جوهر.
- 2005: دار الزين.
- 2005: دروب. إخراج عبد الله يوسف.
- 2006: رجال يبيعون الوهم. تأليف فاطمة الصولة وإخراج رمضان علي إنتاج تليفزيون الرأي الكويتي.
- 2006: أسوار إنتاج صدف واخرج سائد الهواري تاليف حسن عسيري.
- 2007: أخوات موسى. إخراج سائد الهواري تأليف حسن عسيري.[12]
- 2007: تسونامي.[13]
- 2008: نقش الحنة إخراج رمضان علي تأليف اسمهان توفيق.[14]
- 2008: لاهوب إخراج أحمد البيلي تاليف أحمد جوهر.
- 2008: عطر. إخرج هيثم زرزوري، وتأليف حسن عسيري، وإنتاج الصدف.[15]
- 2008: أسوار2. إنتاج صدف، واخرج سائد الهواري. تاليف حسن عسيري.[16]
- 2009: وراك وراك.
- 2009: هوامير الصحراء.[17]
- 2009: عيال بحر إخراج أحمد سالم تأليف خالد الحربي، وبطولة سعاد علي، وعبد المحسن النمر، وأميرة محمد، وخالد الحربي، ولطيفة المجرن، وسمير الناصر، ومنى شداد.
- 2009: أم البنات إخراج عارف الطويل.
- 2009: الاعتذار تأليف عبد العزيز الطوالة، إخراج محمد الطوالة.
- 2010: هوامير الصحراء 2.[18]
- 2010: مزحة برزحة.[19]
- عـائلة أبو رشرش، مسلسل مقدم من القناة لأولى سنة 1423 هجري لعب فيها دور الخال، إخراج مـازن عجـاوي.
- 2010: أسوار 3.[20]
- 2011: هوامير الصحراء ج3.[21]
- 2011: الشبح.[22]
- 2011: الجليب بطولة: حياة الفهد، صلاح الملا، خالد البريكي، باسمة حماده، هند البلوشي.[23]
- 2013: هوامير الصحراء ج5.
- 2013: السلطانة.
- 2014: الحب سلطان.[24]
- 2017: من أجلها.[25]
- 2021: تساهيل.[26]
- 2022: على الهوى.[27]
- 2022: سنوات الجريش.[28]
- 2022: سكة سفر.
- 2022: خط أحمر.[29]
- 2023: بلاغ نهائي.[30]
- 2024: الشرار.[31]

### الأفلام
- 1996: السلاحف وهو أول فلم سينمائي له وأسند له مشاطرة مع النجم سمير غانم دور البطولة وهو من إخراج المخرج سعيد محمد مرزوق تصوير محمد يوسف تأليف حازم عبد المحسن تمثيل سمير غانم علي السبع صلاح عبد الله تيسير فهمي محمد السقا غادة الشمعة رمزي غيث ميمي سالم محمد عزب شأو.[32]
- 1996: الصاغة. إخراج احمد السبعاوي تأليف محسن الجلاد بطولة كمال الشناوي، فيفي عبده، صلاح عبد الله، إيناس مكي، محمد رضا، فؤاد خليل.
- المليون يره الصغيرة فلم التلفزيوني إخراج فايز حجاب بطولة النجمة نلي ويوسف منصور ومجموعة من الفناني المصرين.
- 2006: كيف الحال من بطولته، ومن إنتاج روتانا.
- 2009: قسوة الحياة.
- 2009: صمت الجدران.
- 2010: الثمن الكبير.
- 2020: نجد.[33]

### مشاركات
- شارك في تمثيل أفلام لتوعية المرضى ولتوعية التغذية ولتوعية استخدام الأجهزة وذلك من خلل برنامج تم إنتاجه من خلل شركة ارامكو السعودية باللغة العربية والإنجليزية إنتاج المجمع الطبي التابع لشركة ارامكو والتي تعاقدت مع مخرج من الولايات المتحدة الأمريكية من هوليود لي إخراج أربعة أعمال مدة كل عمل ثلثين دقيقة اسم المخرج ديفيد وليم.
- شارك أيضا مع المخرجة السعودية سعاد البسام في تمثيل عمل لي صالح شركة ارامكو السعودية مدة العمل ثلاثون دقيقة باللغة العربية والإنجليزية ثم شاركت مع الخرج عبد العزيز البخاري في تمثيل عمل خاص لشركة ارامكو أيضا باللغة العربية والإنجليزية.
- وشارك في سهرات مدة السهرة ساعة ونصف وبعض السهرات ساعتان
- شارك في تقديم حفلات كربط بين الفقرات في الحفل بنسبة للأفلام السينمائية فلام السلاحف بطولة سمير غانم إخراج المخرج سعيد مرزوق وفلم الصاغة إخراج المخرج أحمد السبعاوي بطولة كمال الشناوي وهناك أيضا مسرحيات كثيرة.

## الجوائز وشهادات التقدير
حصل على ((32)) جائزة في مهرجانات مختلفة كمهرجان قرطاج ومهرجان القاهرة الإذاعة والتلفزيون ومهرجان الباحة الخامس السياحي ومهرجان الخليج السابع للإنتاج الإذاعي والتلفزيوني. وحصل على درع من جامعة الدول العربية من مهرجان الرواد العرب.
الدروع:
- درع من التلفزيون السعودي
- درع من التلفزيون الكويتي
- درع ن التلفزيون البحريني
- درع مؤسسة البرامج المشتركة
- درع من نادي الاتفاق
- درع نادي النهضة
- درع من غرفة التجارة السعودية
- درع الجمعية العربية السعودية للثقافة والفنون.
- لأول مرة على مستوى المملكة والخليج يكرم فنان من قبل الاهالي والمؤسسات مهرجان أسواق المنتزة والتي حصل على عدة دروع منها وحضور تجاوز السبعة آلاف شخص من رجال ونساء كلهم شاركو بتكريمة.
- درع من قبل جامعة الدول العربية بالقاهرة والتي صنفته كرائد من رواد الفن بالوطن العربي واعطي درع بهذه المناسبة من قبل امين عام الجامعة السيد عمرو موسى.

## وصلات خارجية
- علي السبع على موقع قاعدة بيانات الأفلام العربية

1. ↑  "الفنان (علي السبع) يتوهج حضورا بثقافة وفنون الاحساء". صحيفة إخباريات الالكترونية. 24 ديسمبر 2020. مؤرشف من الأصل في 2024-04-01. اطلع عليه بتاريخ 2024-04-01.
2. ↑  "علي السبع معلقا على 'كلنا عيال قرية':". Laha Magazine. 15 سبتمبر 2009. مؤرشف من الأصل في 2024-04-01. اطلع عليه بتاريخ 2024-04-27.
3. ↑  "هل الفنان علي السبع شيعي ومعرف من هي زوجة الفنان علي السبع؟". مؤرشف من الأصل في 2024-04-27.
4. ↑  Limited، Elaph Publishing (29 نوفمبر 2010). ""شوشرة" تعود بالمسرح السعودي إلى الزمن الجميل". Elaph - إيلاف. مؤرشف من الأصل في 2010-12-03. اطلع عليه بتاريخ 2024-03-31.
5. ↑  الكويتية، جريدة الجريدة؛ جمعة، محمد (28 نوفمبر 2019). "سعاد علي: أدواري جزء مني واستمتعت بتقديم الكوميديا". جريدة الجريدة الكويتية. مؤرشف من الأصل في 2024-04-01. اطلع عليه بتاريخ 2024-03-31.
6. ↑  "روتانا | مسلسل". موقع نبض. مؤرشف من الأصل في 2024-04-27. اطلع عليه بتاريخ 2024-04-01.
7. ↑  "المنتصر بالله والعقل والعيسى والجراح يلتقون في مسلسل تحت الصفر". www.al-jazirah.com. مؤرشف من الأصل في 2023-10-05. اطلع عليه بتاريخ 2024-03-31.
8. ↑  "يجمع الكوميديا والتراجيديا الهادفه". www.al-jazirah.com. مؤرشف من الأصل في 2024-04-01. اطلع عليه بتاريخ 2024-03-31.
9. ↑  "بطلة". archive.aawsat.com. مؤرشف من الأصل في 2024-04-01. اطلع عليه بتاريخ 2024-03-31.
10. ↑  الدمام، خالد الكيال ـ (19 يناير 2005). "المنصور مع هيفاء حسين في (غصات حنين)". alyaum. مؤرشف من الأصل في 2024-04-01. اطلع عليه بتاريخ 2024-03-31.
11. ↑  الهفوف (17 فبراير 2003). "الكاتب الباروت وعبدالباقي البخيت". alyaum. مؤرشف من الأصل في 2024-04-01. اطلع عليه بتاريخ 2024-03-31.
12. ↑  المر (بيروت)، ناتالي (28 سبتمبر 2007). "«اخوات موسى» يثبت مصداقيته في مخاطبة المشاهد". Okaz. مؤرشف من الأصل في 2024-04-01. اطلع عليه بتاريخ 2024-03-31.
13. ↑  الدمام، محمد السليمان- (15 أكتوبر 2007). "شخصية أبو طلق". alyaum. مؤرشف من الأصل في 2024-04-01. اطلع عليه بتاريخ 2024-03-31.
14. ↑  "علي السبع معلقا على 'كلنا عيال قرية':". Laha Magazine. 15 سبتمبر 2009. مؤرشف من الأصل في 2024-04-01. اطلع عليه بتاريخ 2024-03-31.
15. ↑  الدمام، محمد السليمان- (11 فبراير 2009). "ماجد في مسلسل «عطر»". alyaum. مؤرشف من الأصل في 2024-04-01. اطلع عليه بتاريخ 2024-03-31.
16. ↑  الدمام، سلام عبدالعزيز- (24 فبراير 2008). "مشاهد مأساوية يشهدها «أسوار 2»". alyaum. مؤرشف من الأصل في 2024-04-01. اطلع عليه بتاريخ 2024-03-31.
17. ↑  "الرئيسي زوجة ثانية في هوامير الصحراء". arriyadiyah.com. مؤرشف من الأصل في 2024-04-01. اطلع عليه بتاريخ 2024-03-31.
18. ↑  "علي السبع يصوّر الجزء الثاني من 'هوامير الصحراء'". Laha Magazine. 24 مايو 2010. مؤرشف من الأصل في 2024-04-01. اطلع عليه بتاريخ 2024-03-31.
19. ↑  الدمام، خالد العمادي- (14 يوليو 2010). "السبع في مشهد من مسلسل «مزحة برزحة»". alyaum. مؤرشف من الأصل في 2024-04-01. اطلع عليه بتاريخ 2024-03-31.
20. ↑  الدمام، حسن محمد ـ (8 نوفمبر 2010). "بعد أن حقق جائزة عربية..« أسوار 3 » على mbc دراما". alyaum. مؤرشف من الأصل في 2024-04-01. اطلع عليه بتاريخ 2024-03-31.
21. ↑  الدمام، ابراهيم اللويم- (15 مايو 2011). "السبع يصور الجزء الثالث من "الهوامير"". alyaum. مؤرشف من الأصل في 2024-04-01. اطلع عليه بتاريخ 2024-03-31.
22. ↑  "مسلسل 'الشبح' ينطلق من جدة". Laha Magazine. 19 فبراير 2010. مؤرشف من الأصل في 2024-04-01. اطلع عليه بتاريخ 2024-03-31.
23. ↑  "السبع في "الجليب"". جريدة البلاد. مؤرشف من الأصل في 2024-04-01. اطلع عليه بتاريخ 2024-03-31.
24. ↑  الكويتية، جريدة الجريدة؛ عبدالله، فادي (4 يونيو 2014). "المسفر رجل ستيني في مسلسل «الحب سلطان»". جريدة الجريدة الكويتية. مؤرشف من الأصل في 2024-04-01. اطلع عليه بتاريخ 2024-03-31.
25. ↑  "شيماء سبت تنتهي من تصوير "من أجلها" في الأردن". جريدة البلاد. مؤرشف من الأصل في 2024-04-01. اطلع عليه بتاريخ 2024-03-31.
26. ↑  الدمام، خالد الكيال- (10 فبراير 2022). "علي السبع: أتمنى المشاركة بعمل مسرحي في موسم الرياض". alyaum. مؤرشف من الأصل في 2024-04-01. اطلع عليه بتاريخ 2024-03-31.
27. ↑  الدمام، اليوم- (27 يونيو 2021). "«على الهوى» دراما سعودية تعالج الفساد". alyaum. مؤرشف من الأصل في 2024-04-01. اطلع عليه بتاريخ 2024-03-31.
28. ↑  الكويتية، جريدة الجريدة (15 فبراير 2022). "رجاء بلمير تصور «سنوات الجريش»". جريدة الجريدة الكويتية. مؤرشف من الأصل في 2022-03-12. اطلع عليه بتاريخ 2024-03-31.
29. ↑  "مجلة سيدتي |". موقع نبض. مؤرشف من الأصل في 2024-04-27. اطلع عليه بتاريخ 2024-03-31.
30. ↑  التركي، فيصل (4 أبريل 2023). "«بلاغ نهائي»... تعدّدت الجنسيات وتاهت الهوية". Alrai-media. مؤرشف من الأصل في 2023-04-05. اطلع عليه بتاريخ 2024-03-31.
31. ↑  "مجلة هي / بين البرامج والأعمال الدرامية .. كيف أثبتت الفنانة السعودية (ريم_عبدالله) حضورها في رمضان 2024. التفاصيلgt;gt;". تطبيق نبض الإخباري للآيفون والآندرويد. مؤرشف من الأصل في 2024-04-27. اطلع عليه بتاريخ 2024-03-31.
32. ↑  "علي السبع يكشف سر بكاء كمال الشناوي قبل وفاته.. وحملة ضد «شارع الهرم»". مؤرشف من الأصل في 2024-04-01. اطلع عليه بتاريخ 30- 08- 2011. {{استشهاد ويب}}: تحقق من التاريخ في: |تاريخ الوصول= (مساعدة)
33. ↑  okaz_online@، «عكاظ» (الرياض) (16 يوليو 2020). "«نجد».. فيلم سعودي في سينما المملكة". Okaz. مؤرشف من الأصل في 2024-04-01. اطلع عليه بتاريخ 2024-03-31.